# Dubrave (Teslić, BiH)
Dubrave su naselje u općini Teslić, Republika Srpska, BiH. 

## Stanovništvo
Nacionalni sastav stanovništva 1991. godine, bio je sljedeći:
ukupno: 367
- Hrvati - 335
- Srbi - 26
- Muslimani - 5
- ostali, neopredijeljeni i nepoznato - 1